# Sulęczyno
Sulęczyno [sulɛnˈtʃɨnɔ] (kaschubisch Sëlëczëno; deutsch Sullenschin, Sullenczin) ist ein Ort im Powiat Kartuski (Powiat Karthaus) der polnischen Woiwodschaft Pommern. Der Ort ist Sitz der gleichnamigen Landgemeinde.

## Geographische Lage
Das Kirchdorf am Wengorezin-See liegt in der pommerellischen Kaschubei, im ehemaligen Westpreußen, etwa 19 Kilometer nordwestlich von Kościerzyna (Berent) und 60 Kilometer westlich von Gdynia (Gdingen) und Danzig. 
Das Umland ist ein in der Eiszeit entstandenen Moränengebiet mit einer stark ausgeprägten Hügellandschaft, Heide-Vegetation und zahlreichen Seen.

## Geschichte

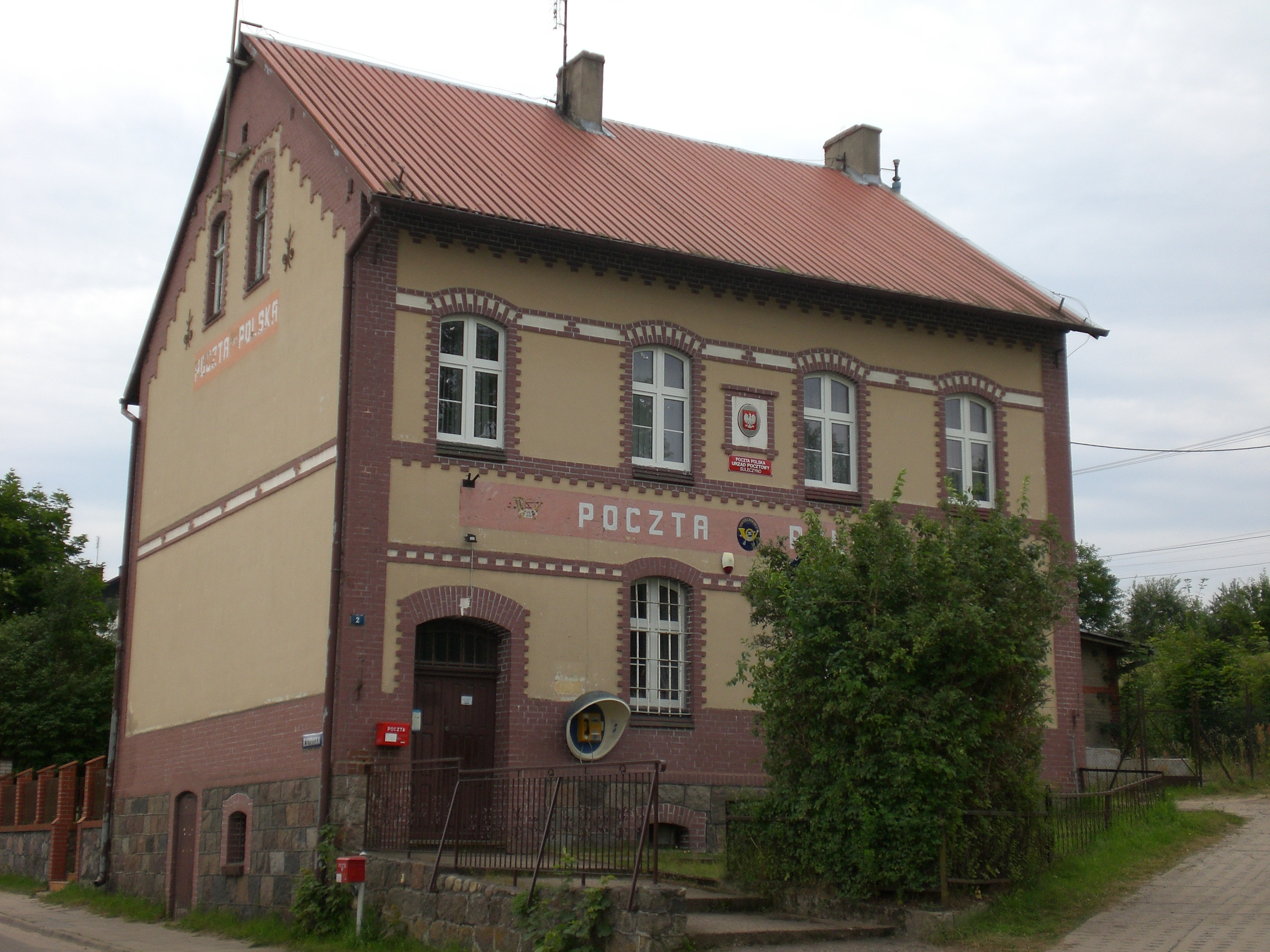
Postamt (2009)

Nach der ersten polnischen Teilung von 1772 durch  Friedrich den Großen wurden in Sullenczin württembergische Familien angesiedelt. Im Jahr 1785 wird Sulleczin  als ein adliges Gut, Vorwerk und Dorf mit einer katholischen Kirche, einem Krug, einer Korn- und Schneidemühle und mit insgesamt   22  Feuerstellen (Haushaltungen) bezeichnet; Gutsbesitzer war zum damaligen Zeitpunkt ein von Laßewski. Der Gutsbezirk Sullenczin bildete im 19. Jahrhundert einen eigenen Gerichtstagsbezirk.
Sullenschin war bis 1920 ein Ort im Kreis Karthaus im Regierungsbezirk Danzig der Provinz Westpreußen des Deutschen Reichs.
Nach dem Ersten Weltkrieg gehörte Sullenschin zu dem Teil Pommerellens, der aufgrund der Bestimmungen des Versailler Vertrags zum Zweck der Einrichtung des Polnischen Korridors an Polen mit Wirkung vom 20. Januar 1920 abgetreten werden musste. Durch den Überfall auf Polen 1939 wurde das Gebiet völkerrechtswidrig vom Deutschen Reich annektiert und wurde in den Reichsgau Danzig-Westpreußen eingegliedert, zu dem das Dorf bis 1945 gehörte.
Gegen Ende des Zweiten Weltkriegs befreite im Frühjahr 1945 die Rote Armee die Region. Soweit deutsche Einwohner nicht geflohen waren, wurden sie in der darauf folgenden Zeit vertrieben.

## Wirtschaft
Der kleine Ort mit etwa 1.500 Einwohnern erhält seine Bedeutung in erster Linie  durch das Naherholungsangebot der Umgebung. Die Einwohner leben primär vom Tourismus, der sich vornehmlich auf die Sommermonate beschränkt. Durch den Ort führt die Woiwodschaftsstraße 228 von Kartuzy (Karthaus) nach Bytów (Bütow).

## Kulturelle Veranstaltungen
Im Sommer, gewöhnlich im August, findet Im Ort das  Jazz-Festival „Jazz w Lesie“ statt.